# Boliden
Boliden ( PRONÚNCIA) é uma localidade da Suécia, situada na província histórica de Västerbotten, no norte do país.
Pertence ao município de Skellefteå, no condado de Västerbotten.Tem uma área de 1,46 km² e uma populacão de 1 639 habitantes (2018). Está situada a 35 km a noroeste da cidade de Skellefteå.
O minério extraído nas minas em redor de Boliden é enviado para a fábrica de enriquecimento de minérios na própria cidade, e depois transportado per via férrea para as instalações de Rönnskärsverken em Skelleftehamn, perto de Skellefteå.

## História
Boliden foi fundada na década de 1920 num sítio onde até então apenas havia florestas e terras alagadas. Com a descoberta de ouro, prata e cobre em 1924, surgiu uma mina e uma nova povoação. Segundo o plano estabelecido o novo povoado seria uma ”ilha do industrialismo num mar de camponeses”. A arquitetura adotada tinha um carácter classicista. A mina original de Boliden foi encerrada em 1967, mas a localidade continua a ser um centro mineiro das várias minas atualmente existentes na região.

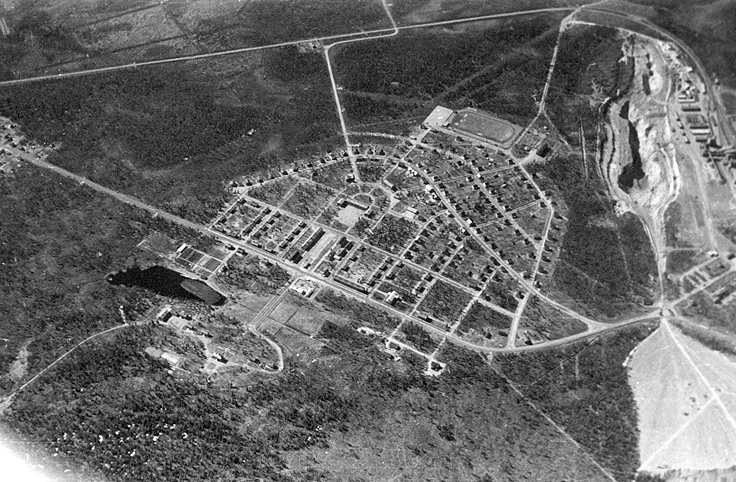
Boliden em 1939
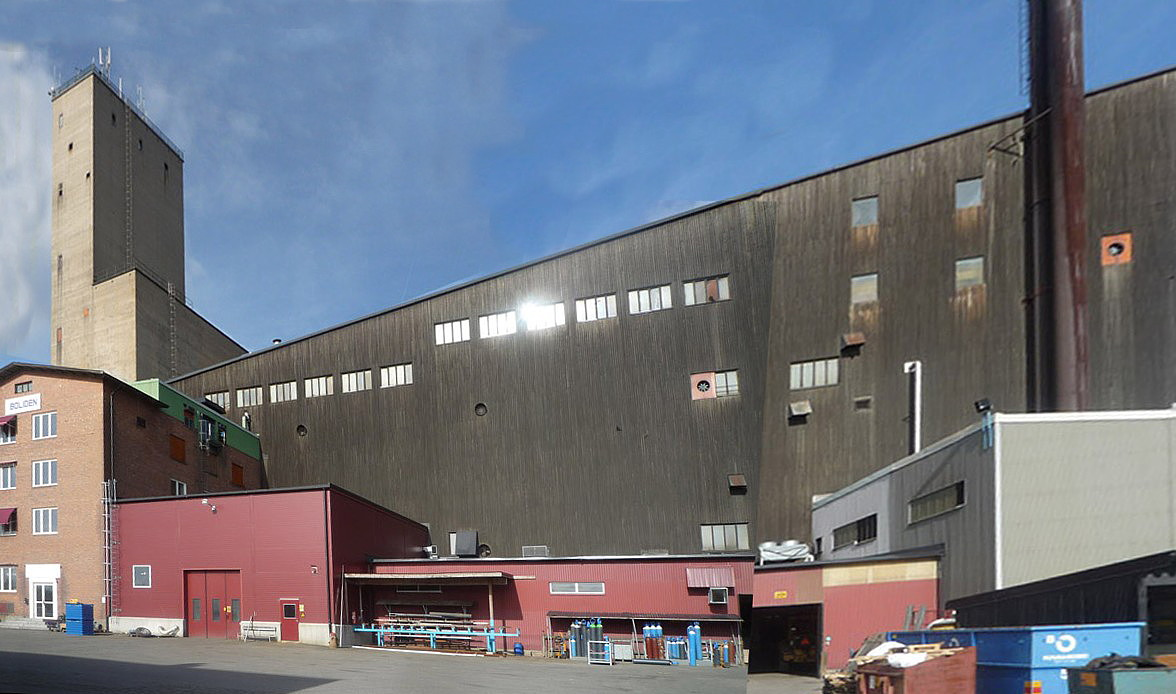
Fábrica de enriquecimento de minério
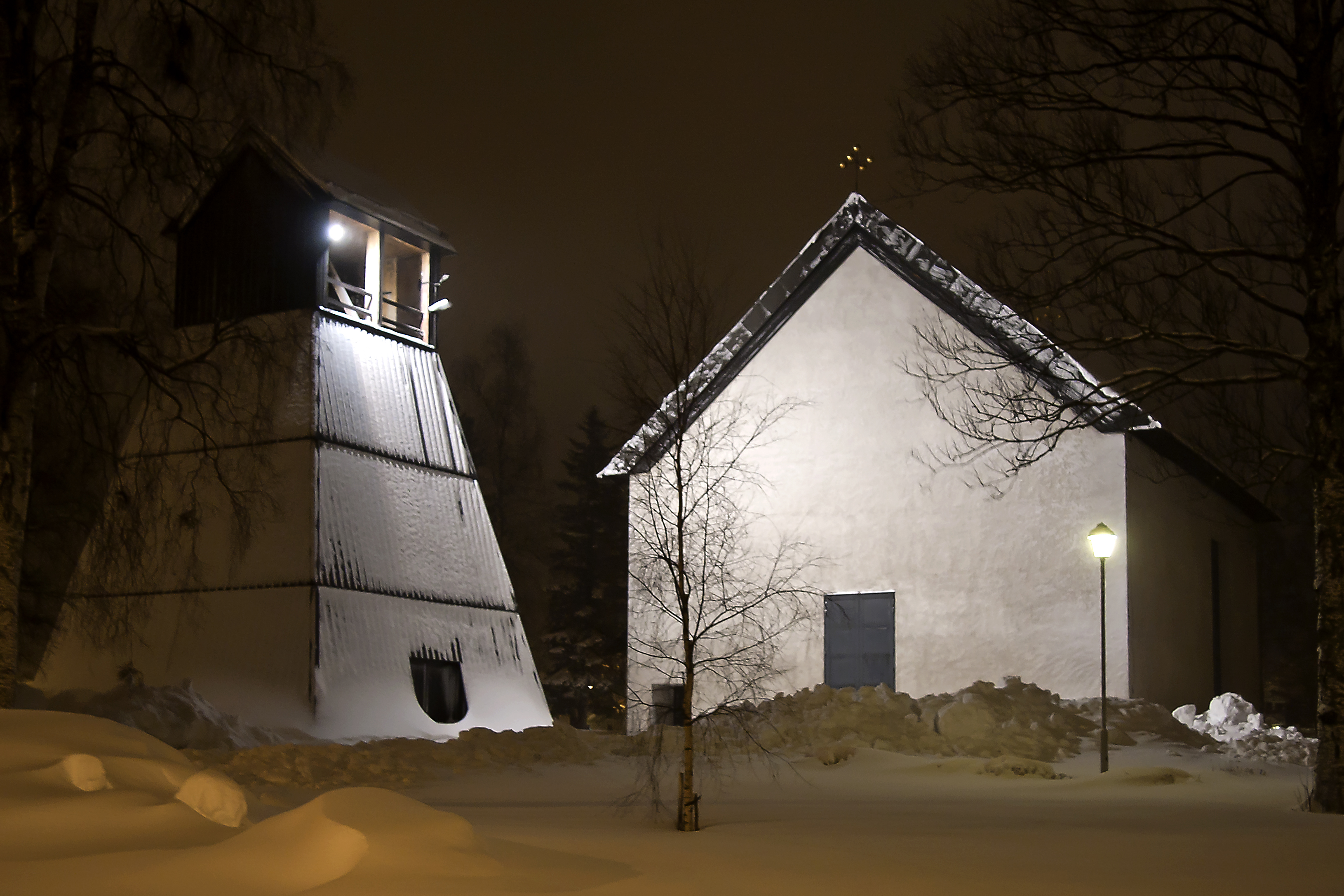
A igreja de Boliden no inverno
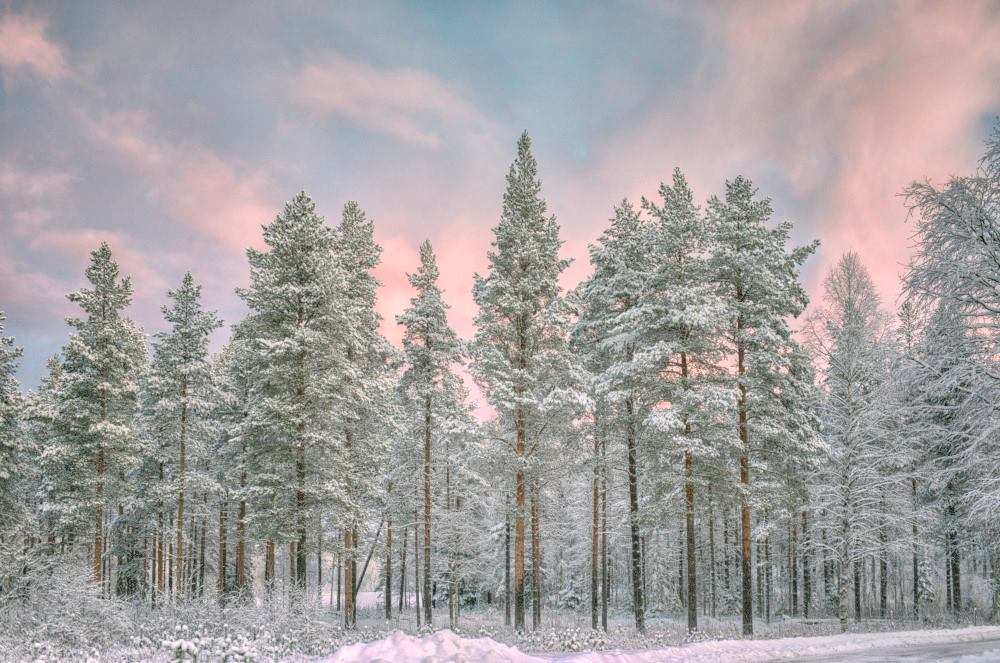
Paisagem em 2015